# Park Street (Calcuta)

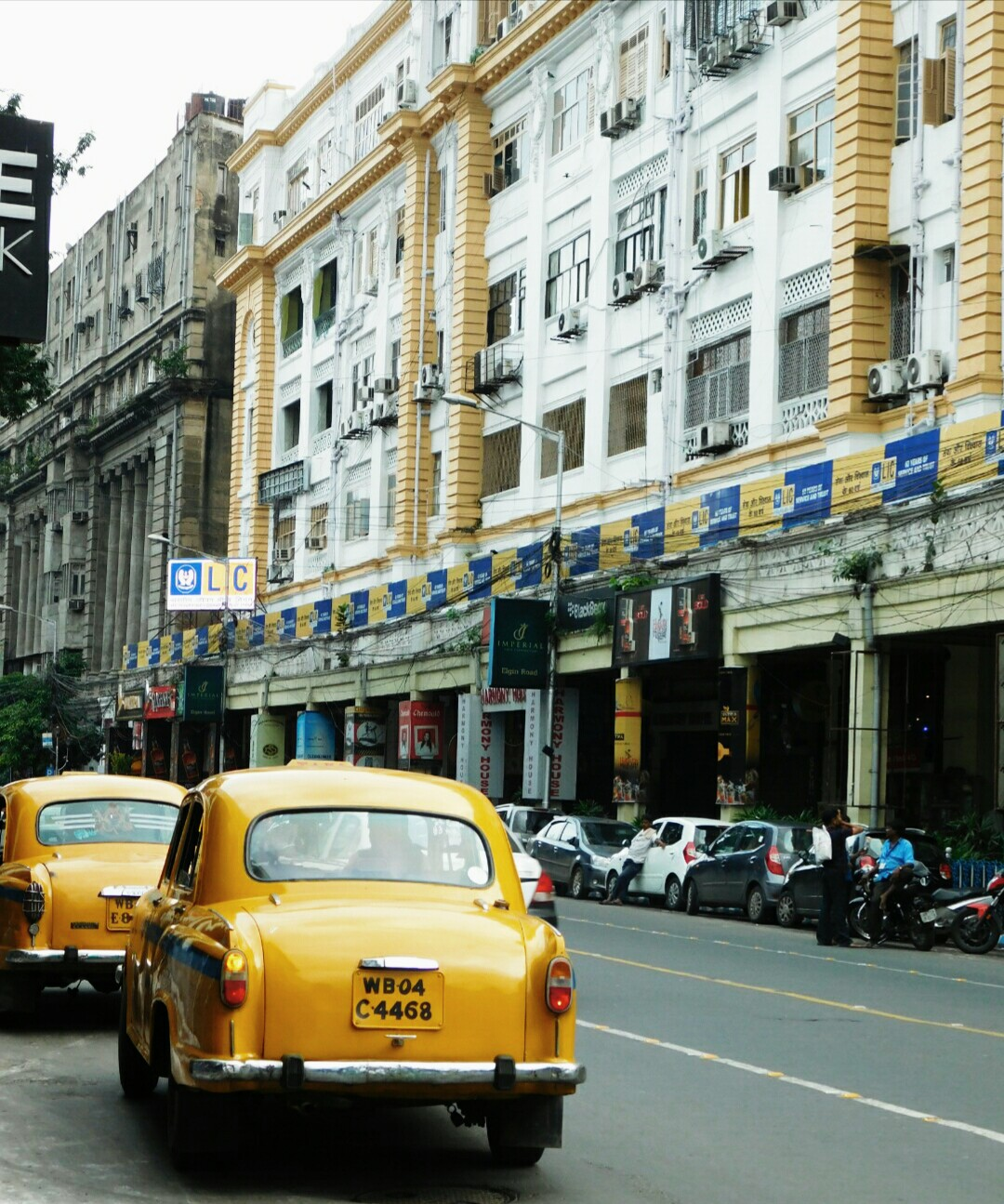
Park Street cerca del Park Street Crossing; al fondo puede verse la Stephen's Court.

Park Street (oficialmente Mother Teresa Sarani y anteriormente Burial Ground Road) es una importante avenida de la ciudad de Calcuta (India). La calle atraviesa lo que era un parque de ciervos de Sir Elijah Impey, juez presidente del Tribunal Supremo de Calcuta desde 1773 hasta 1789, de lo que proviene su anterior nombre. Su actual nombre oficial fue otorgado por la Corporación Municipal de Calcuta en honor a la madre Teresa de Calcuta.

## Historia

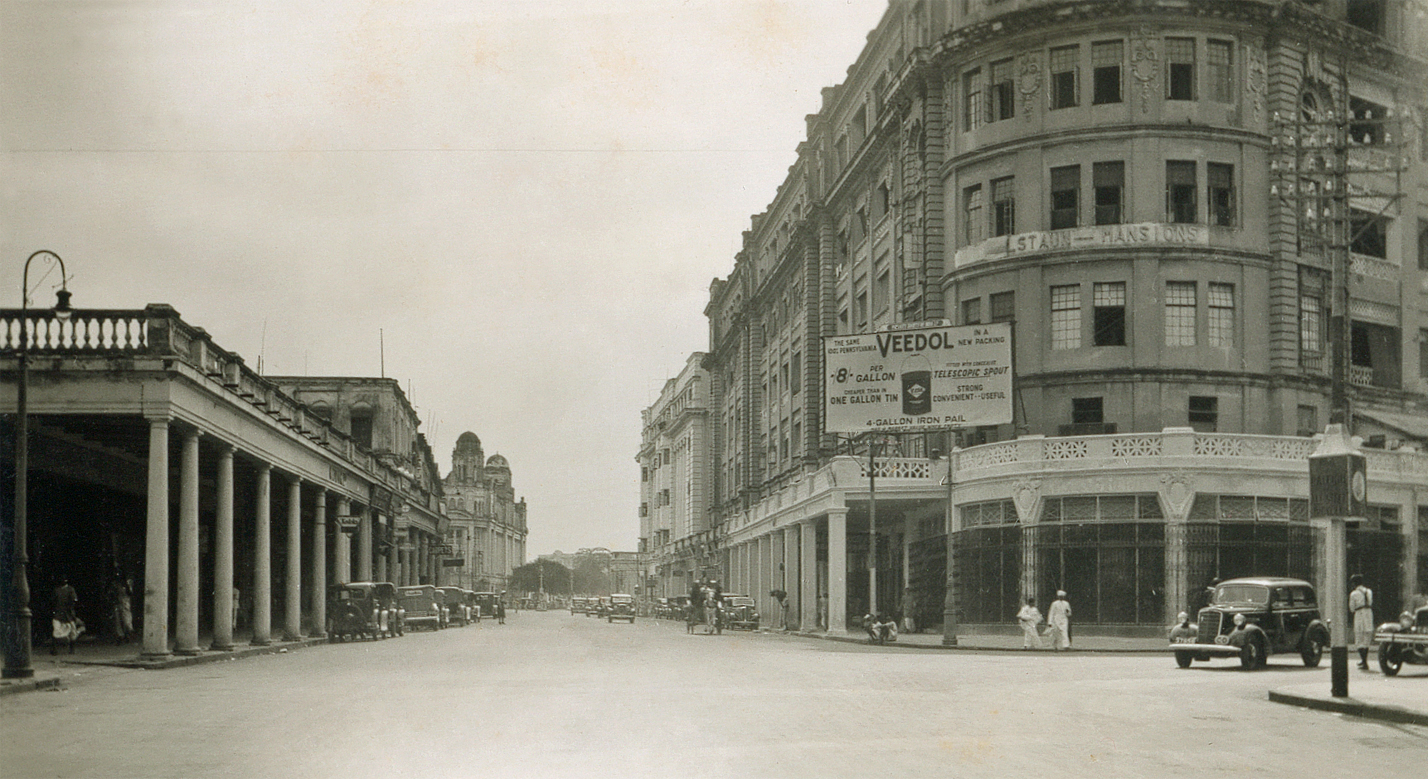
Park Street en la década de 1930.

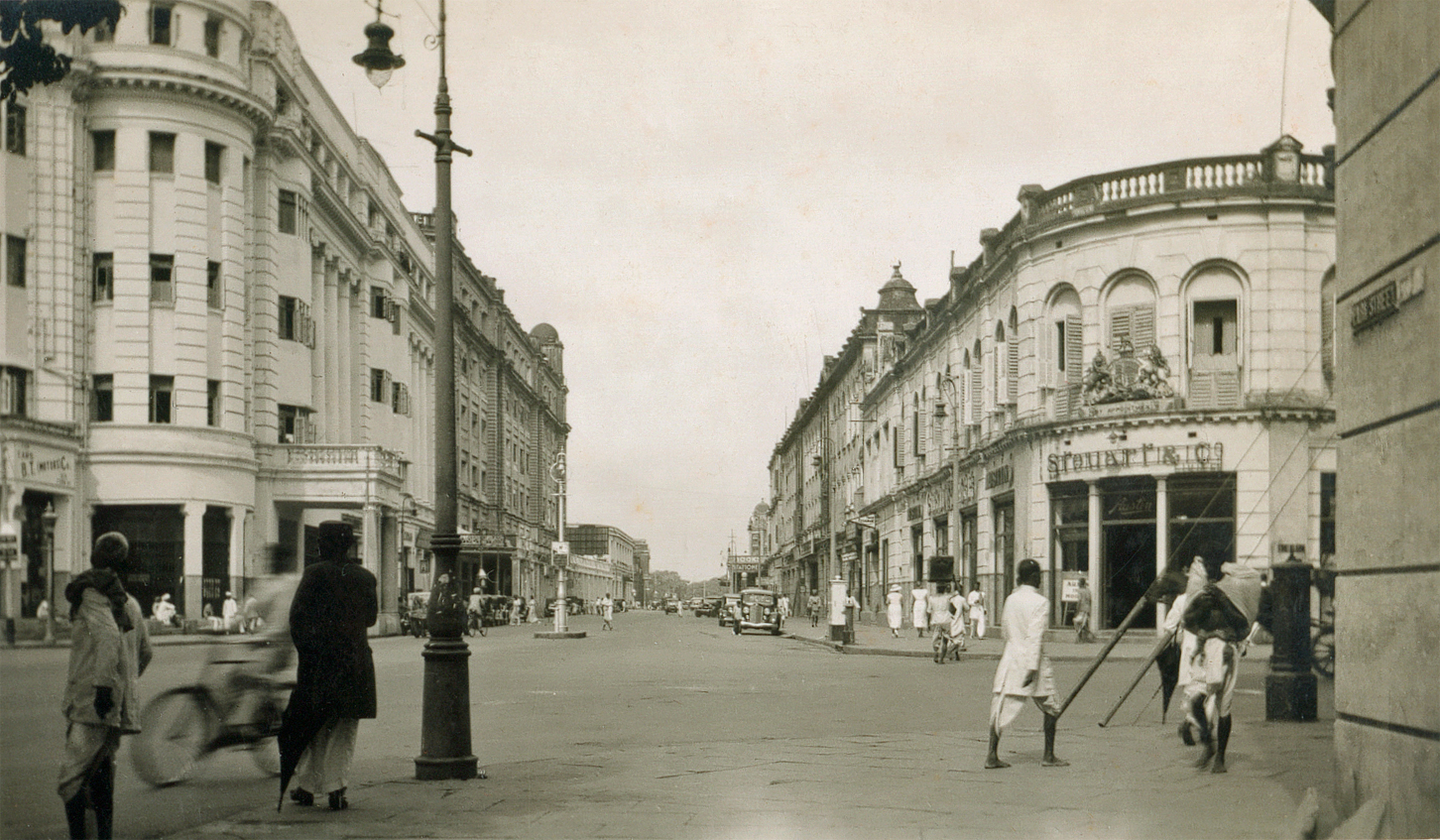
Park Street en la década de 1930.

Park Street ha sido la principal zona de ocio nocturno de Calcuta desde la época británica. En las décadas de 1970 y 1980 gran parte de la vida nocturna de Calcuta se desarrolló en Park Street, donde estaban situados muchos clubs y restaurantes. Muchos músicos conocidos tocaron en varios locales nocturnos populares, como Trinca's, Peter Cat, Oly Pub, Blue Fox, Mocambo y Moulin Rouge. Incluso antes, desde la década de 1940 hasta finales de la década de 1960, la prolífica vida nocturna de Calcuta estaba centrada en torno a la elegante Park Street. La cadena de The Park Hotels empezó con la inauguración de su primer hotel en esta calle el 1 de noviembre de 1967, The Park Hotel, de 150 habitaciones.

## Ubicación e importancia

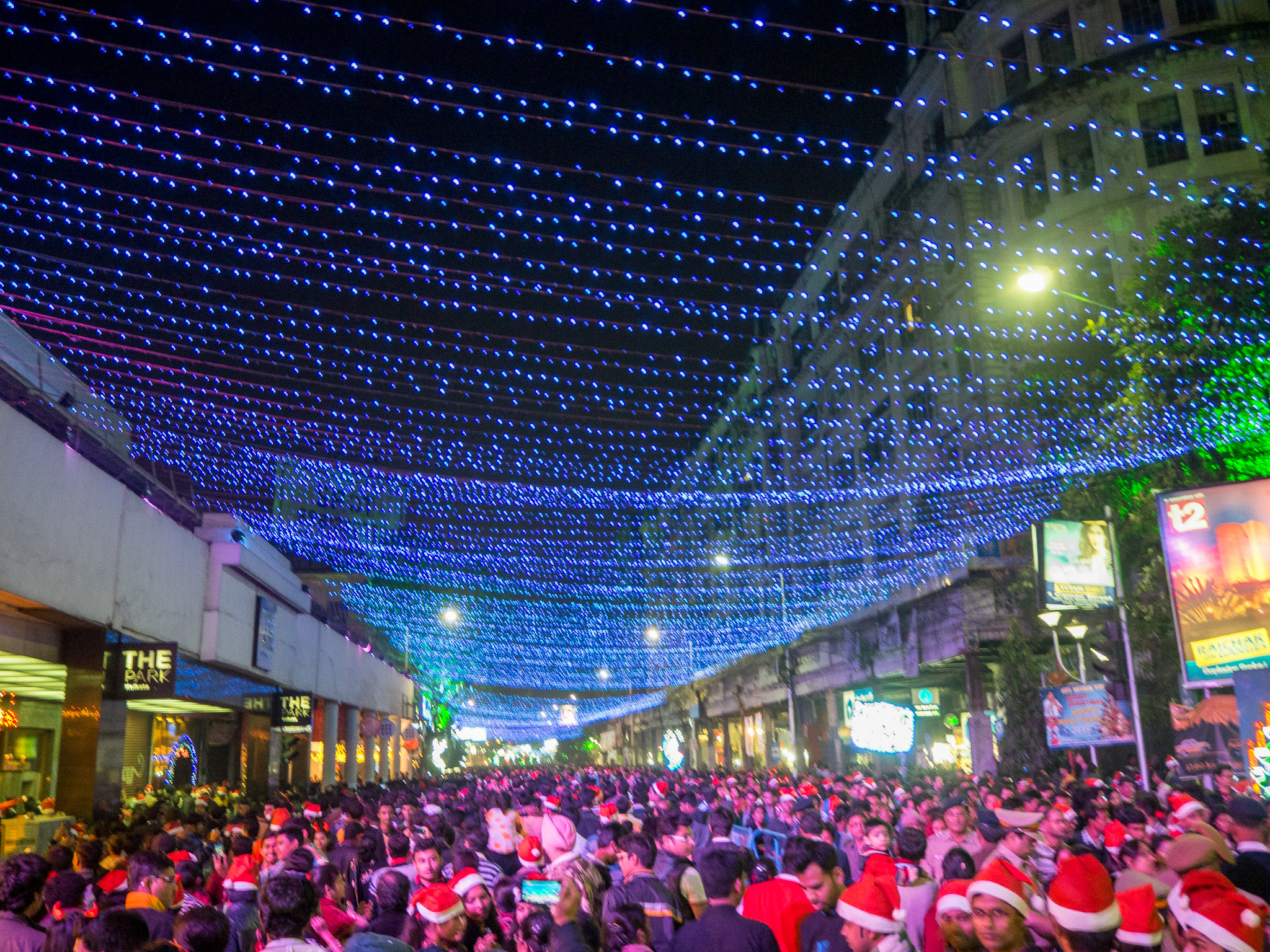
Park Street en Navidad.

Park Street empieza en Chowringhee Road (J L Nehru Road) y discurre en dirección sureste hasta Park Circus, un ajetreado cruce de siete calles. La sección de Park Street entre Chowringhee Road y Mullick Bazaar ha sido una de las atracciones turísticas de la ciudad desde hace décadas. Varias calles importantes se desvían de la calle o se cruzan con ella: a saber, Russell Street, Middleton Row, Camac Street, Wood Street, Loudon Street y Rawdon Street hacia el sur; y Free School Street y Rafi Ahmed Kidwai Road hacia el norte. Park Street también se cruza con la AJC Bose Road en el cruce de Mullick Bazaar y termina en Park Circus, desde donde parten otras calles importantes como Syed Amir Ali Avenue, Darga Road o Park Circus Connector, que conectan con zonas como Ballygunge, Eastern Metropolitan Bypass y CIT Road Kolkata.
Park Street sigue siendo el distrito de restauración principal de Calcuta, con muchos restaurantes y pubs. Es conocida a menudo como Food Street («calle de la comida») y «la calle que nunca duerme». Sin embargo, en los últimos quince años, se han abierto muchos nuevos restaurantes, centros comerciales, hoteles de lujo y discotecas en otras zonas de la ciudad y por tanto Park Street ha perdido parte de su anterior atractivo como la zona de ocio número uno de Calcuta. No obstante, sigue siendo una de las mejores zonas comerciales y de ocio de la ciudad. Park Street se decora tradicionalmente con iluminación en Diwali, Navidad y Nochevieja.

## Lugares de interés

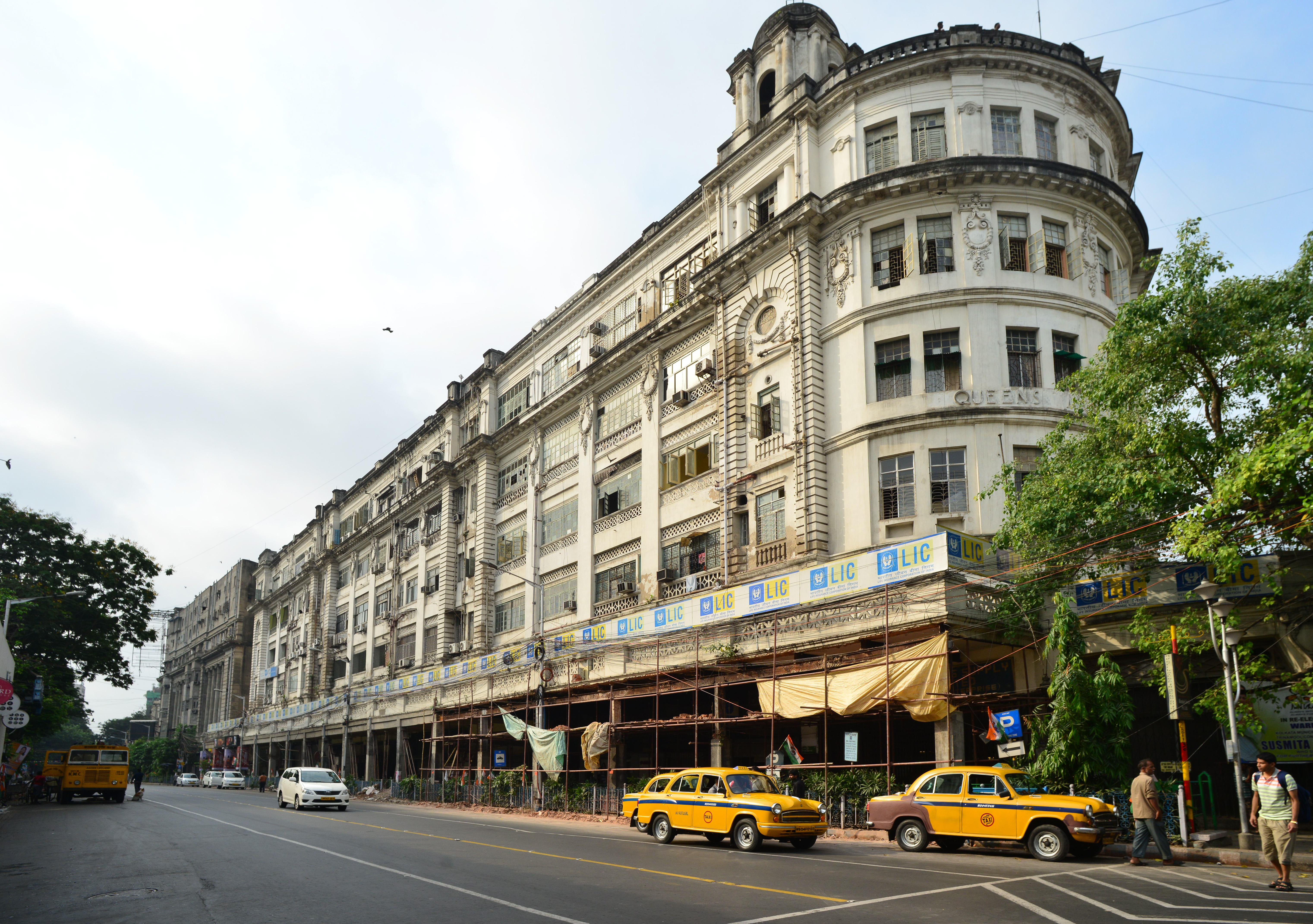
La Queen's Mansion en Park Street.

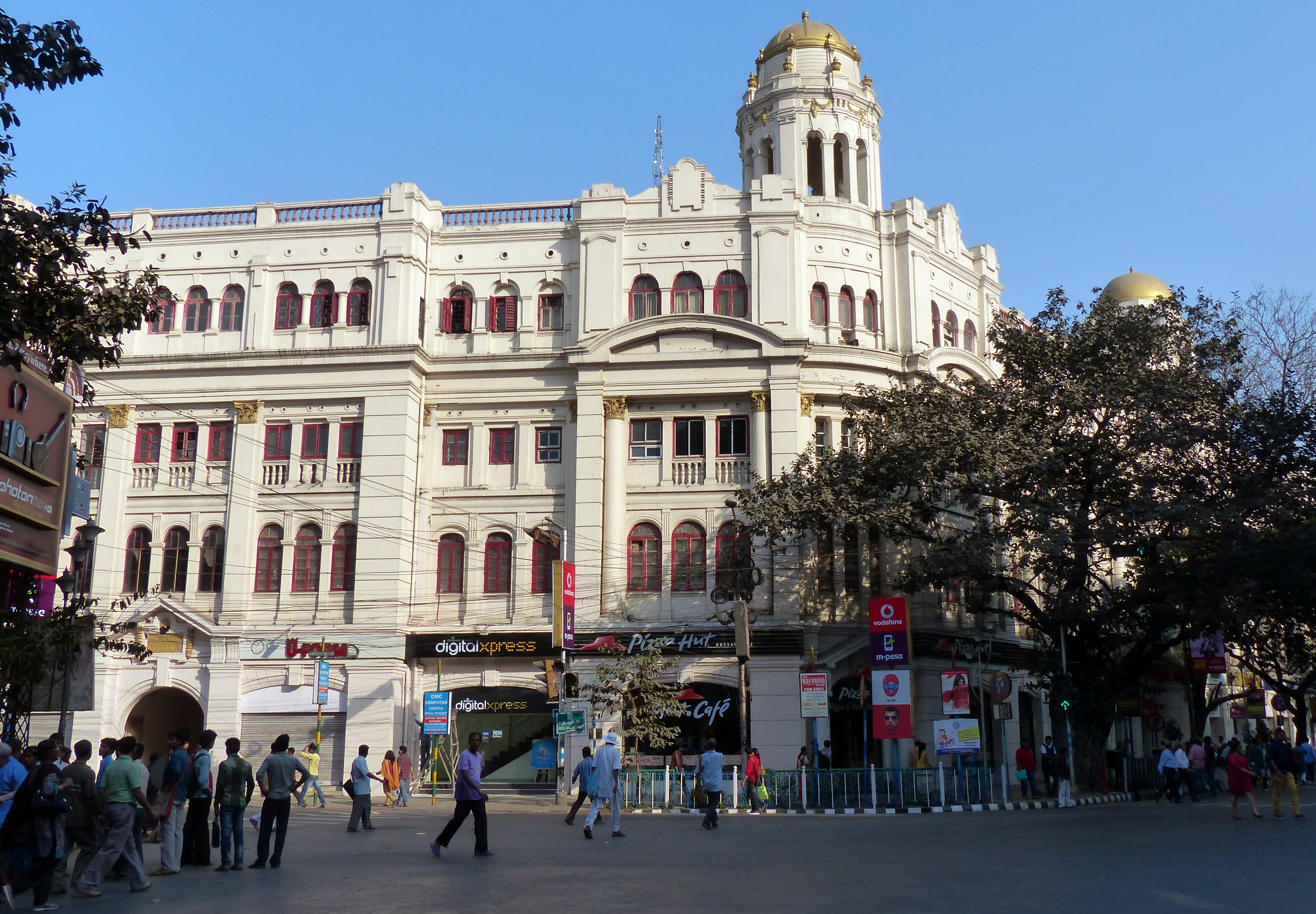
La conocida Park Mansion, construida por David Ezra en Park Street.

Park Street tiene importantes monumentos, atracciones y edificios, así como cenotafios y tumbas de figuras prominentes de la época del Raj británico y de la población europea, como:
- Sociedad Asiática de Calcuta
- Colegio de San Francisco Javier
- Colegio de Loreto
- Edificio de oficinas Park Plaza
- Queen's Mansion
- Park Mansion, que alberga la sede en Calcuta del Goethe-Institut y la Alliance Française
- The Park Hotel
- Cementerio de Park Street